# NGC 4791
NGC 4791 é uma galáxia espiral (S) localizada na direcção da constelação de Virgo. Possui uma declinação de +08° 03' 13" e uma ascensão recta de 12 horas, 54 minutos e 43,9 segundos.
A galáxia NGC 4791 foi descoberta em 25 de Março de 1865 por Albert Marth.